# 丁一 (企业家)
丁一 （1927年6月—2019年3月5日），原名徐纬文，山东蓬莱人，中国电机工程师和企业家。

## 生平
1927年6月出生于山东蓬莱。1944年4月参加革命，次年加入中国共产党，并改名为丁一。1950年进入清华大学。1951年和李鹏、邹家华一起留学苏联。1957年毕业于蘇聯列宁格勒理工学院（现圣彼得堡国立科技学院）。毕业后回国在哈尔滨工厂工作，1967年调往四川支持三线建设。1984年成立东方电气并担任总经理和董事长。
2019年3月5日在四川大学华西医院逝世，享年92岁。